# Bass Golden Leisure Classic
Bass Golden Leisure Classic — пригласительный снукерный турнир, проходивший только один раз — в 1982 году в Англии.
В турнире принимали участие только снукеристы, не входившие в Топ-16 мирового рейтинга. Проводился он сразу после чемпионата мира, а матчи игрались в Liverpool Centre. В первом раунде участвовали 14 снукеристов (всего их было 23), а победители, прошедшие во второй круг, играли с остальными девятью. В финал вышли два игрока, которые, кроме снукера, были хорошо известны в английском бильярде — Рекс Уильямс и Рэй Эдмондс. Уильямс, который в итоге стал чемпионом турнира, получил 750 фунтов стерлингов.
Спонсором турнира была компания Bass.

## Победители
| Год  | Победитель   | Финалист    | Счёт | Место проведения |
| ---- | ------------ | ----------- | ---- | ---------------- |
| 1982 | Рекс Уильямс | Рэй Эдмондс | 4:1  | Ливерпуль        |